# Gahnia lacera
Gahnia lacera is een soort uit de cypergrassenfamilie (Cyperaceae). De soort is inheems in Nieuw-Zeeland, waar hij voorkomt op het Noordereiland, in een gebied tussen Te Paki in het zuiden, Awakino in het westen en East Cape in het oosten. Hij groeit in kustgebieden en laagland, waar hij gewoonlijk aangetroffen wordt tussen struikgewas en in open bossen.